# Polje (Velika Kladuša)
Polje falu Bosznia-Hercegovinában, a Bosznia-hercegovinai Föderáció Una-Szanai kantonjában. Közigazgatásilag Velika Kladušához tartozik.

## Fekvése
Bosznia-Hercegovina északnyugati részén, Bihácstól légvonalban 39, közúton 56 km-re északra, Velika Kladušától légvonalban 2, közúton 5 km-re délkeletre levő dombos, erdős vidéken fekszik. 

## Népessége
| Nemzetiségi csoport | Népesség 1991 | Népesség 2013 |
| ------------------- | ------------- | ------------- |
| Szerb               | 9             | 5             |
| Bosnyák             | 1781          | 1107          |
| Horvát              | 6             | 30            |
| Jugoszláv           | 37            | 0             |
| Egyéb               | 82            | 330           |
| Összesen            | 1915          | 1472          |

## Története
A poljei muszlim gyülekezet a Velika Kladuša-i Majlis régebbi gyülekezeteihez tartozik. A gyülekezet eredetéről és a gyülekezetben az első mecset építésének időpontjáról nincs megbízható adat, de a szakirodalomban feljegyzett első mecset 1936-ban épült. Tipikus falusi mecset volt, 10×7 m méretű, 15 méteres fa minarettel. Mivel az épület leromlott állapotú és alkalmatlan, és nem tudta kielégíteni a hívők vallásos tevékenységi igényeit, felmerült az igény egy újra. A mai mecset hivatalosan 2004-ben nyílt meg. A gyülekezetnek körülbelül 300 háztartása van. Az imámi és muallimi szolgálatot Fadil Žutić efendi látja el.

## Nevezetességei
A mecset 2004-ben épült, mérete 13x11m. Teljesen fel van szerelve mindennel, amire egy mecsetnek szüksége lehet, hogy megfeleljen a gyülekezet igényeinek. A mecset építését, valamint a mecset háremének, az imám házának és kertjének építésével és rendezésével kapcsolatos összes projektet kizárólag a gyülekezet tagjainak hozzájárulásából finanszírozták.
- Sport
- NK Mladost Polje labdarúgóklub